# Stephen Morris
Stephen Morris, född Stephen Paul David Morris, 28 oktober 1957 i Macclesfield, Cheshire, England, är en av medlemmarna i rockbandet New Order från Manchester. Trots att han huvudsakligen är batterist spelar han även keyboard ibland. Han var även batterist i bandet Joy Division som New Order emanerade ur efter dess sångares, Ian Curtis, död. Han har även trummat i bandet The Other Two bestående av honom själv och hans fru Gillian Gilbert.
Han gick i skolan The King's School tillsammans med Ian Curtis i Macclesfield men relegerades för att han bland annat hade snattat. 
Han var från början en påtänkt kandidat till att bli huvudvokalist i New Order och hans röst hörs på vissa av bandets tidiga låtar (speciellt liveversioner). Han bidrog även musikaliskt på de ännu outgivna demoinspelningarna av Manchesterbandet Quando Quango.